# Соснівська сільська рада (Переяслав-Хмельницький район)
| Соснівська сільська рада — колишній орган місцевого самоврядування у Переяслав-Хмельницькому районі Київської області з адміністративним центром у с. Соснова. Водоймища на території, підпорядкованій даній раді: річка Супій. Сільській раді підпорядковані населені пункти: - с. Соснова |

## Склад ради
Рада складається з 14 депутатів та голови.

### Керівний склад ради
| ПІБ                    | Основні відомості                                                                     | Дата обрання | Дата звільнення |
| ---------------------- | ------------------------------------------------------------------------------------- | ------------ | --------------- |
| Очкур Василь Микитович | Сільський голова, 1963 року народження, освіта, безпартійний                          | 26.03.2006   | 31.10.2010      |
| Очкур Василь Микитович | Сільський голова, 1963 року народження, освіта середня загальна, член Партії регіонів | 31.10.2010   |                 |

Примітка: таблиця складена за даними джерела